# Cosmopolis (roman)
Pour les articles homonymes, voir Cosmopolis.
Cosmopolis (titre original : Cosmopolis) est le treizième roman de Don DeLillo publié par les Éditions Scribner le 14 avril 2003. Il fut à la fois critiqué et encensé,,,.

## Résumé
Eric Packer, vingt-huit ans, multi-milliardaire, se rend chez le coiffeur en limousine le jour d'une visite présidentielle à Manhattan à New York et de l'enterrement d'une star du rap soufie.

## Adaptation
Le réalisateur canadien, David Cronenberg adapte le roman en film, avec la production de Paulo Branco basée à Paris : Alfama Films et en coproduction avec Toronto Antenna Ltd. Selon le réalisateur du film et l'auteur du roman, le fils de Paulo, Juan, est à l'origine du projet,.